# Теодорини, Елена
Елена Теодорини (рум. Elena Teodorini, урождённая Elena de Mortun; 1857—1926) — румынская оперная певица и педагог. Обладала голосом широкого диапазона (исполняла партии контральто, меццосопрано и сопрано).

## Биография

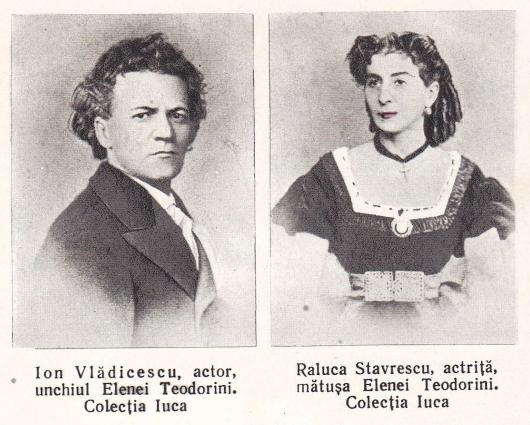
Ion Vladicescu
и Raluca Stavrescu

Родилась 25 марта 1857 года в городе Крайова. Была племянницей румынских актёров Ion Vlădicescu и Raluca Stavrescu, а также двоюродной сестрой румынской актрисы Аристиццы Романеску.
Учиться музыке и игре на фортепиано начала в родном городе с шести лет. В 14 лет уехала в Италию и была принята в Миланскую консерваторию, где обучалась в классах вокала и фортепиано, одновременно с будущим итальянским пианистом и композитором Адольфо Фумагалли.
В 1877 году дебютировала как солистка с тенором Armando di Gondi в опере Maria di Rohan итальянского композитора Гаэтано Доницетти в Муниципальном театре города Кунео. Затем пела в других операх и других городах; а её голос развивался от контральто до сопрано. 20 марта 1880 года, в возрасте 22 лет, состоялся её первый выход на сцену миланского театра Ла Скала в роли Маргариты в опере «Фауст» Шарля Гуно.
В 1880-х годах Теодорини гастролировала в Южной Америке. В 1882 году выступала на сцене Teatro Colón в Буэнос-Айресе, где она появлялась вместе с тенором Francesco Tamagno. В середине 1900-х годов она преподавала пение в Париже и в конце этого десятилетия снова поехала с гастролями в Южную Америку, на этот раз в Монтевидео. Осенью 1909 года она создала совместно с Хариклеей Даркле и Титтой Руффо Academia Theodorini, где обучались будущие известные оперные исполнители. В 1915 году она стала директором Консерватории Буэнос-Айреса.
Затем, после некоторых времени, проведенного в Нью-Йорке и Париже, певица вернулась в 1918 году в Рио-де-Жанейро, где создала школу Escola superior de canto “Ars et Vox”. В числе её учеников была будущая оперная звезда Бразилии Биду Сайан, а также американский бас греческого происхождения Nicola Moscona. Затем Елена Теодорини вернулась в Румынию, где в Бухаресте учредила академию Academia Nazională de Lirică. Снова посещала в 1923 году Бразилию, где организовала музыкальный фестиваль.
Умерла 27 февраля 1926 года в Бухаресте.
В Румынии проводится международный музыкальный фестиваль имени Елены Теодорини.

## Память
- Памятные доски румынской певице установлены в Париже и Бухаресте.
- В Румынии в честь Елены Теодорини в 1963 году была выпущена почтовая марка, а в 1964 году — почтовая карточка[4].

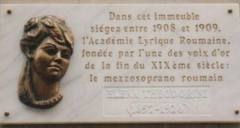
Памятная доска в Париже
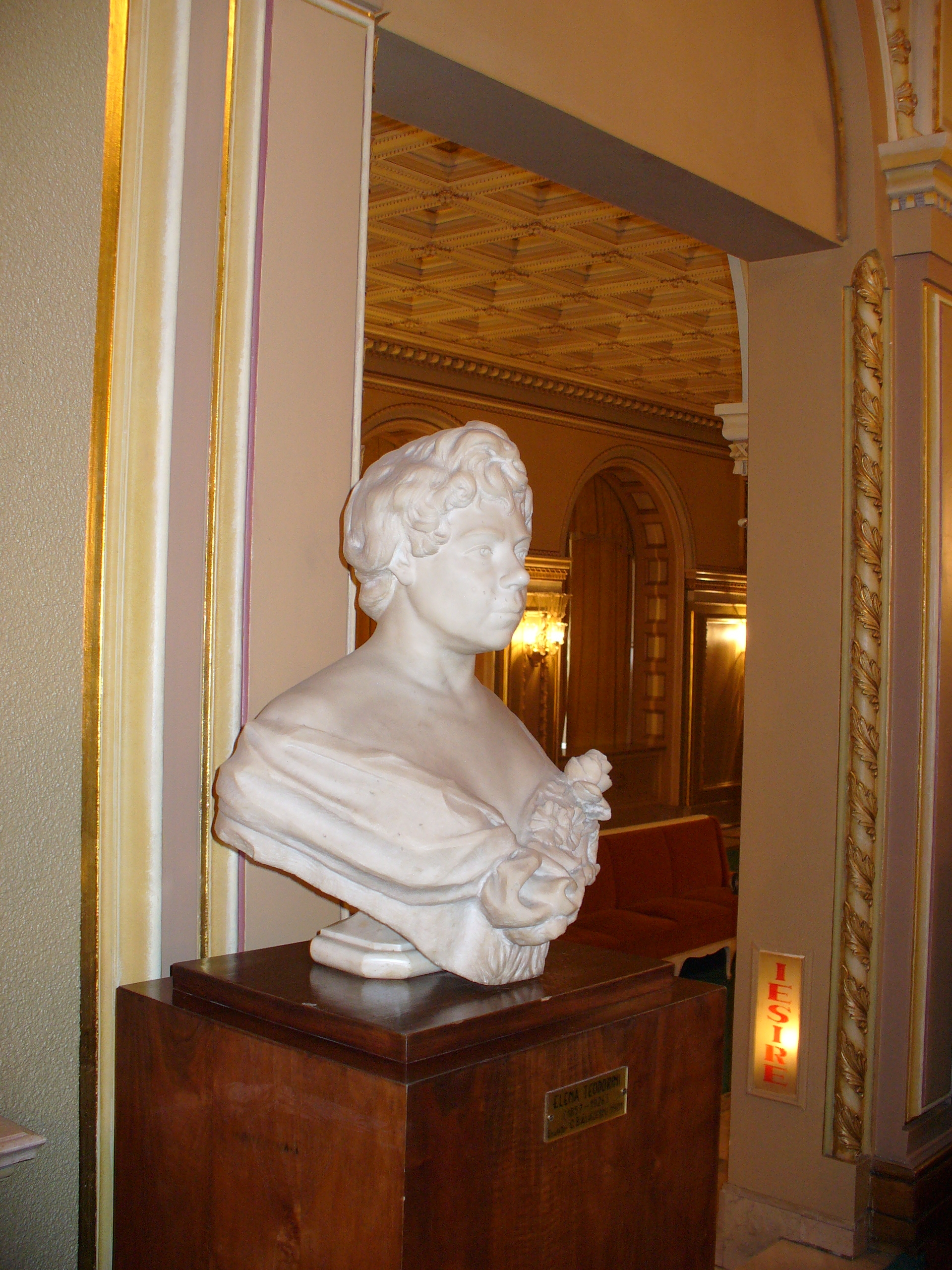
Бюст в Национальной опере в Бухаресте
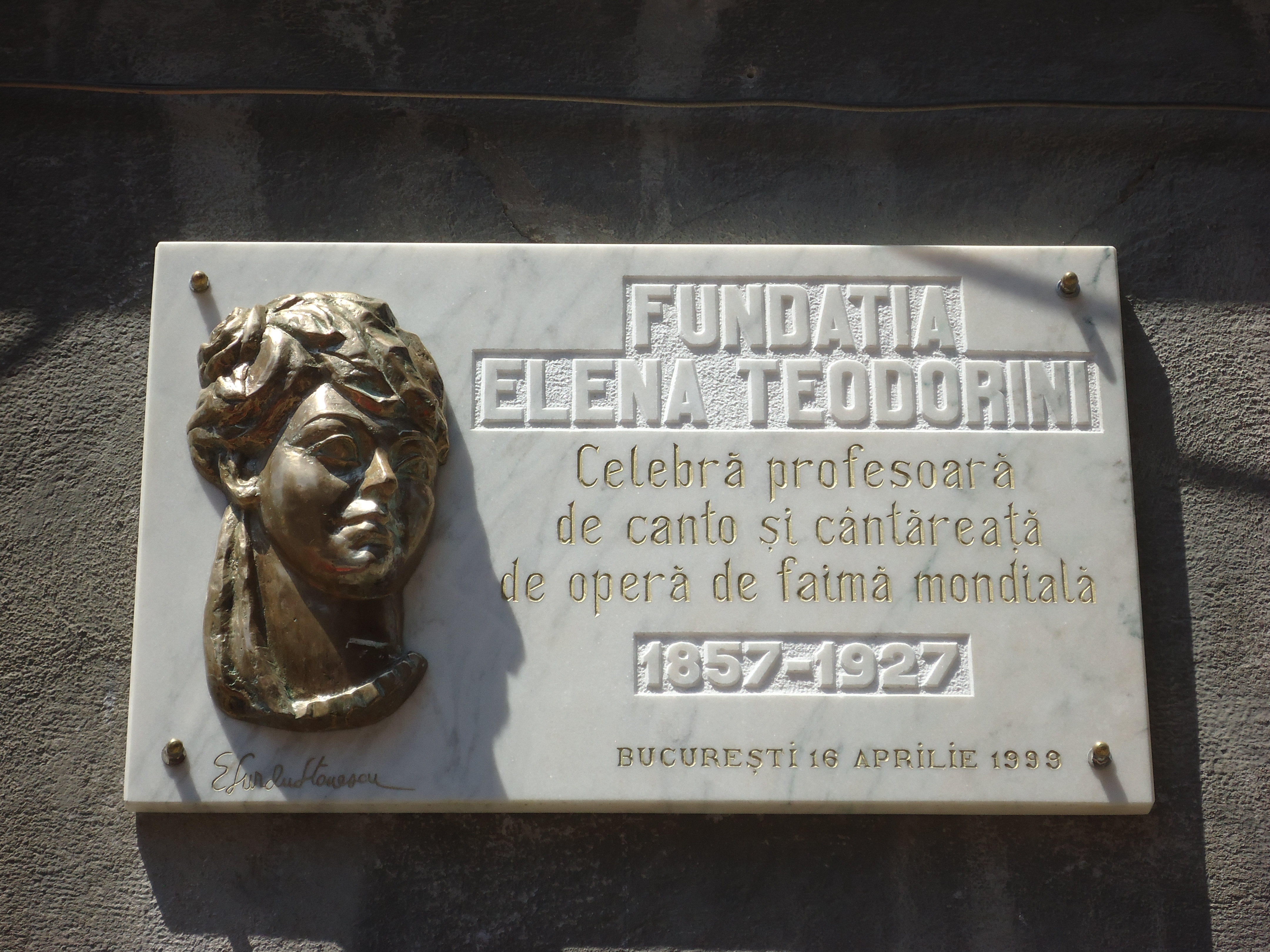
Памятная доска в Бухаресте